# Elmonica
Elmonica az Amerikai Egyesült Államok Oregon államának Washington megyéjében elhelyezkedő önkormányzat nélküli település.
Samuel B. Stoy biztosítóvezető csak úgy járult hozzá az Oregon Electric Railway villamosvonalának átvezetéséhez, ha a megállót lányairól, Eleanorról és Monicáról nevezik el.

## Fordítás
- Ez a szócikk részben vagy egészben  az   Elmonica, Oregon című angol Wikipédia-szócikk ezen változatának fordításán alapul.  Az eredeti cikk szerkesztőit annak laptörténete sorolja fel. Ez a jelzés csupán a megfogalmazás eredetét és a szerzői jogokat jelzi, nem szolgál a cikkben szereplő információk forrásmegjelöléseként.